# Wieltje (plaats)
Wieltje is een gehucht in Sint-Jan, een deelgemeente van de Belgische stad Ieper. Het gehucht ligt een kilometer ten noordoosten van het centrum van Sint-Jan, op de splitsing van de vroegere wegen naar Brugge en Roeselare. Een kilometer zuidwaarts liggen de gehuchten Potyze en Verlorenhoek.

## Geschiedenis
Het gehucht op de plaats waar de wegen van Ieper naar Brugge en Roeselare zich afsplitsen staat reeds aangeduid op de Ferrariskaarten uit de jaren 1770 als "Het Wielken".
Tijdens de Eerste Wereldoorlog lag de plaats op de frontlijn van de Ieperboog, waar zwaar werd gestreden in de Slagen om Ieper. Op 19 december 1915 werd hier door de Duitsers voor het eerst het gifgas fosgeengas ingezet tegen de Britten. 
In de 20ste eeuw werd, komende vanuit Ieper en Sint-Jan, een kleine halve kilometer voor de vroegere splitsing van de weg een nieuwe afsplitsing van de weg naar Brugge gemaakt. Dit nieuwe tracé van de Brugseweg loopt nu in een rechte lijn net ten noorden van de bebouwing en vermijdt zo het centrum van het gehuchtje. In de jaren 80 kwam net ten oosten van Wieltje de autosnelweg A19 die de oude tracés van de wegen naar Brugge en Roeselare afsneed. De A19 eindigt net ten noorden van Wieltje.

## Bezienswaardigheden
- De Gedenkzuil voor de 50th Northumbrian Division, een Britse divisie die hier streed tijdens de oorlog. Het gedenkteken werd in 2009 beschermd als monument.
- Oxford Road Cemetery, een Britse militaire begraafplaats met ruim 600 gesneuvelden.
- Wieltje Farm Cemetery, een Britse militaire begraafplaats met ruim 100 gesneuvelden.

Deelgemeenten: Boezinge · Brielen · Dikkebus · Elverdinge · Hollebeke · Ieper · Sint-Jan · Vlamertinge · Voormezele · Zillebeke · Zuidschote

Overige plaatsen: Brandhoek · Lizerne · Pilkem · Potyze · Sint-Elooi · Verlorenhoek · Wieltje 

Belgische gemeenten · Arrondissement Ieper · West-Vlaanderen · Vlaanderen